# Leonora Sansay
Leonora Sansay, född 11 december 1773, död 1821, var en amerikansk författare.  Hon är även känd som Mary Hassall, Hassal eller Hassell, eftersom hon blivit förväxlad med sin halvsyster.

## Biografi
Leonora Sansay var dotter till William och Rosa Davern i Philadelphia, när fadern dött gifte hennes mor om sig med värdshusvärden William Hassel. Leonora Sansay blev bekant med politikern Aaron Burr, som hon möjligen hade ett förhållande med en tid, och som agerade som hennes beskyddare. Hon gifte sig med Louis Sansay (St. Louis), en plantageägare från Saint-Domingue, som levde i exil i New York under den haitiska revolutionen. Hon och hennes make vistades från 1802 till 1805 på Haiti i ett försök att återfå makens plantage där. Makarna ska ha separerat efter att de lämnade Haiti. Hon återvände därefter till USA, där hon blev deltog i Burr-konspirationen 1806–1807.

## Brevskrivare
Leonora Sansay är främst känd för de brev hon skrev till Aaron Burr under sin vistelse på Saint-Domingue 1802–1805, som skildrar den sista perioden av franskt styre på Haiti, och som blivit utgivna. Hon skrev dessa brev som om hon var en syster som följt med på hennes och hennes makes resa, och beskrev sig själv och sin make på avstånd, vilket är orsaken till att hon länge förväxlades med sin syster, som förutsattes ha följt med på resan.

## Arbete
- Secret history; or, The horrors of St. Domingo, in a series of letters, written by a lady at Cape Francois, to Colonel Burr, late vice-president of the United States, principally during the command of General Rochambeau (Philadelphia, 1808)
- Laura (Philadelphia, 1809)
- Zelica, the Creole (London, 1820)
- The Scarlet Handkerchief (London, 1823)
- The Stranger in Mexico